# Liste des visites à l'étranger du 14e dalaï-lama hors de l'Inde

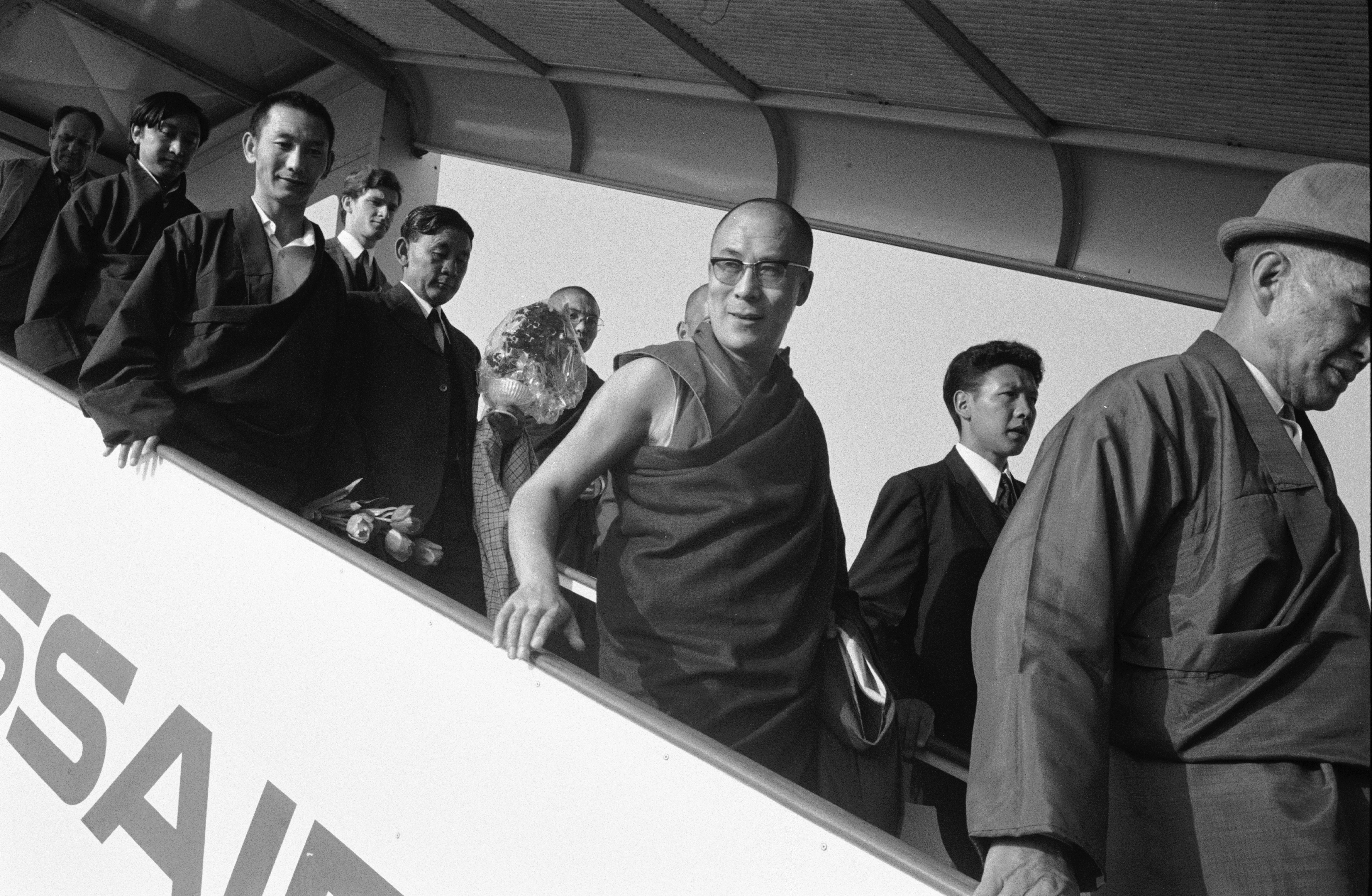
Le dalaï-lama arrivant à l’aéroport de Kloten à Zurich en octobre 1973.

Le 14e dalaï-lama, qui vit en exil en Inde depuis 1959, a fait sa première visite hors de l'Inde en automne 1967, lors d'un voyage au Japon et en Thaïlande . Il visite pour la première fois l'Europe en 1973 et l'Amérique du Nord en 1979. À la date de 2016, il s'est rendu dans 67 pays et 6 continents. On note cependant une importante diminution, de 2000 à 2014, du nombre d'entrevues avec des présidents de pays et des ministres des affaires étrangères.
Cette page recense ses plus de 200 visites à l'étranger et mentionne les principaux dignitaires qu'il a rencontrés lors de ses voyages.

## Historique

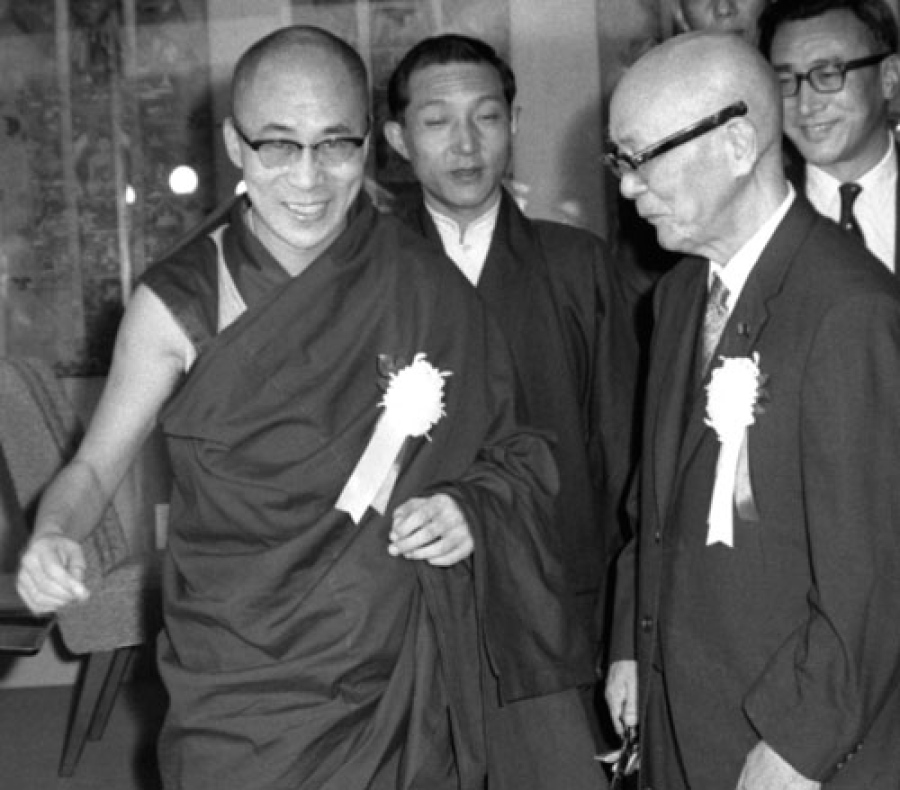
Le 14e dalaï-lama, Matsutarō Shōriki, avec Sonam Topgyal Kazi et Thupten Jigme Norbu en arrière plan, le 26 septembre 1967 lors de l'ouverture d'une exposition tibétaine à Tokyo au Japon.

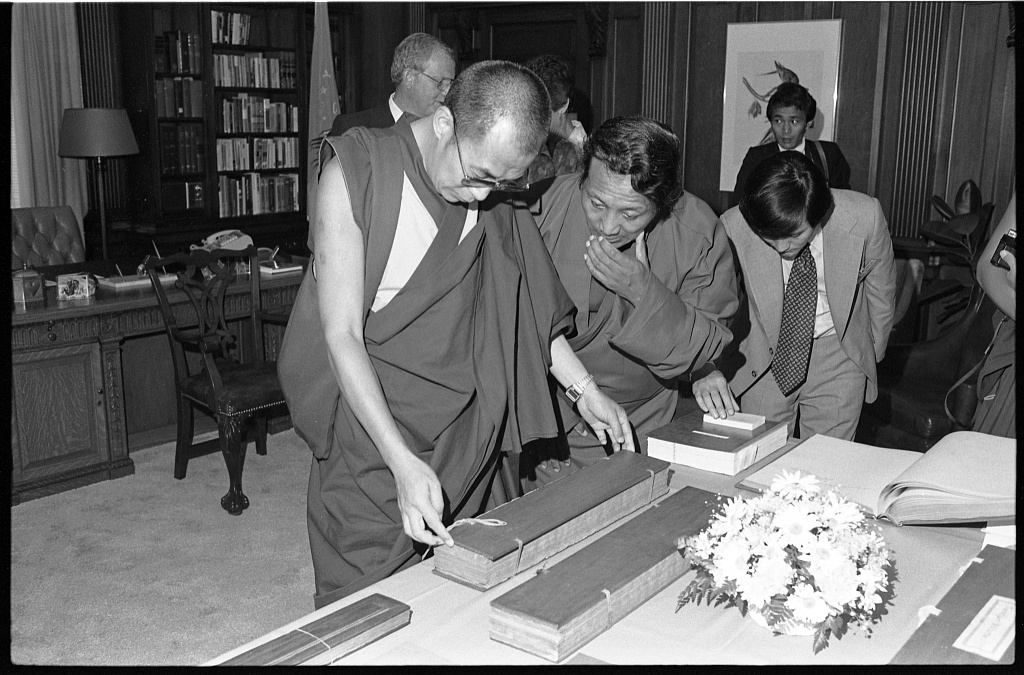
Tenzin Gyatso, le 14e dalaï-lama, avec Lobsang Phuntshok Lhalungpa, examinant un ouvrage tibétain à bibliothèque du Congrès en 1979.

Réfugié en Inde en avril 1959, le dalaï-lama est reçu par le Premier ministre Nehru et le socialiste indien George Fernandes.
Jusqu'à la fin des années 1970, les autorités chinoises, qui présentent le dalaï-lama sous les traits d'un « dangereux séparatiste », réussissent à dissuader la plupart des gouvernements de le contacter.
Paradoxalement, l'exil renforce les rôles politiques et religieux du dalaï-lama. D'une part, il doit s'efforcer de sauvegarder la culture tibétaine et de lutter pour l'indépendance, puis l'autonomie substantielle du Tibet, et d'autre part, son gouvernement en exil n'étant pas reconnue, il doit se présenter comme chef religieux dans ses séjours à l'étranger.
Bien que ses fonctions religieuses et politiques se soient renforcées en exil, il fait preuve d'humilité en se rendant plus accessible aux Occidentaux et aux Tibétains de l'exil. S'il se présente en premier lieu comme chef religieux, plus précisément comme « humble moine bouddhiste », il n'en oublie pas pour autant son rôle de chef politique défendant la cause du Tibet dès que possible.
Selon l'image que s'en font les Occidentaux, les Chinois et les Tibétains en exil, le dalaï-lama est un moine bouddhiste traversant la planète dans le but de trouver une issue à la cause du Tibet.
Selon Anne-Sophie Bentz, son image s'est modifiée au cours du temps : si, au Tibet, il symbolisait le bouddhisme tibétain, en exil, il en est venu à représenter la nation tibétaine. Ces dernières années, il redevient le symbole du bouddhisme tibétain, et même celui plus universel du bouddhisme. Sa visibilité s'est accrue après qu'il a reçu le prix Nobel de la paix en 1989, et s'est confirmée quand lui est remise la médaille d'or du Congrès en 2007.
À l'automne 1967, le dalaï-lama débute ses voyages hors de l'Inde par le Japon puis la Thaïlande, des nations bouddhistes. Il visite l'Europe en 1973 en commençant par rencontrer Paul VI au Vatican, puis la Suisse, 1er pays occidental à recevoir des réfugiés tibétains, les Pays-Bas, la Scandinavie puis le Royaume-Uni qui conserve des liens avec le Tibet. En 1979, il se rend pour la première fois aux États-Unis. Dans les années 1980, ses voyages deviennent plus nombreux. Il s'implique dans le dialogue inter-religieux en développement et rencontre Jean-Paul II en 1980, 1982, 1986, 1988... l’archevêque de Canterbury Robert Runcie en 1981, avec qui il reste lié, et des rabbins. Il rencontre des hommes politiques, discrètement à cette période, ou des parlementaires plus libre vis-à-vis du gouvernement chinois. Son influence internationale augmente entre 1987 et 1990 en relation avec les soulèvements au Tibet entre 1987 et 1989 sévèrement réprimés par la Chine. Le Congrès des États-Unis l'invite, occasion où il exposera son Plan de paix en cinq points pour le Tibet visant notamment à faire du Tibet une zone démilitarisée et une réserve écologique. Il est reçu au Parlement Européen en 1988. La répression des manifestations de la place Tian'anmen en 1989 est déterminante. Il résulte de cette succession sa consécration par le prix Nobel de la paix où il exposera de nouveau son projet politique et développera son idée de responsabilité universelle. Les gouvernements vont alors accepter de le rencontrer. Václav Havel en 1990 à Prague est le premier chef d'État occidental à le recevoir, première personnalité étrangère qu'il invitait. George Bush le reçoit à la Maison Blanche en 1991, alors que le Sénat américain vote une Résolution sur le « Tibet illégalement occupé » reconnaissant le Kashag et le dalaï-lama comme « représentant authentique du peuple tibétain ». Puis, c'est Moscou, encore capitale de l'URSS, Londres et John Major, et le président lituanien. Il est invité à Rio et prononce un discours le 5 juin 1992 à la Conférence des Nations unies sur l'environnement et le développement et le 7 juin sous l'égide de cette Conférence, à la « Rencontre mondiale des parlements et leaders spirituels ». En 1993, il est de nouveau à la Maison Blanche et rencontre Bill Clinton et Al Gore, et Lech Wałęsa. En 1993, à la conférence de l'ONU sur les droits de l'homme à Vienne, il se voit refuser l'accès à l'immeuble principal, la Chine tentant de le faire taire. Mais les ONG protestent et il prononce son discours sous la tente d'Amnesty International. La France lui accorde pour la première fois un visa en 1982 et Jacques Chirac le reçoit en tant que maire de Paris. Il rencontre discrètement Bernard Kouchner. En 1990, il est reçu officiellement par Claude Évin, puis à nouveau Kouchner et Jack Lang, puis il visite le Quai d'Orsay et inaugure le Groupe d'études sur la question du Tibet, suivi de l'inauguration en 1991 de la Maison du Tibet, en présence de Micheline Chaban-Delmas et de Danielle Mitterrand. Il revient en 1993, 1997, 1998, 2000 et 2003.
En 1990, il avait visité plus de 35 pays, s'était rendu au moins 7 fois aux États-Unis, 5 fois en France, se forgeant de solides amitiés. De 1967 à 2007, il s'est rendu 7 fois au Japon. En 2016, il avait visité 67 pays sur 6 continents et s'était rendu 21 fois en France sur une période de 35 ans.
À défaut d'un siège de chef d'État, son statut moral international lui permit d'ouvrir les portes fermées jusque-là.
Selon des statistiques établies par Robert Barnett, de 2000 à 2014, le nombre d'entrevues entre le dalaï-lama et les présidents de pays a décru de façon considérable (de neuf en 2000 à une en 2014), de même que le nombre d'entrevues avec des ministres des affaires étrangères (de quatre en 2000 à une en 2014). Selon Robert Barnett, concéder aux demandes de la Chine sur la question du dalaï-lama a rapidement diminué l'espace de négociation de plusieurs pays. Ainsi, le Népal a perdu tout pouvoir de négociation face à la pression constante de la Chine pour contrôler les réfugiés tibétains, et cela malgré l'acceptation de toutes les demandes chinoises précédentes. Cette pression ne fonctionne pas avec des gouvernements forts. Les États-Unis étaient sensibles aux demandes chinoises jusqu'à récemment, mais cela est devenu moins important ces dernières années : il n'y a eu aucune conséquence à leur refus de concéder aux réunions avec le dalaï-lama. Seuls les pays faibles ou se considérant comme tel en termes de négociation sont confrontés à ce type de demande de la Chine. Pour le professeur Barnett, la question du dalai-lama souligne une faiblesse dans la capacité diplomatique et de prise de décision des pays occidentaux. Robert Barnett pense que les pays occidentaux devraient chercher à prendre des initiatives dans des politiques symboliques de ce genre.
En août 2017, le dalaï lama devait être reçu par Ian Khama, le président du Botswana où devait se rendre en visite. Pour raison de fatigue il annula celle-ci et sa participation à la conférences du Mind and Life Institute centrée sur l'ubuntu, remerciant cependant le président Ian Khama d'avoir maintenu son invitation malgré les pressions.
En novembre 2017, Samdhong Rinpoché se serait rendu en Chine à Kunming, pour préparer un pèlerinage du dalaï-lama sur au Wutai Shan. En janvier 2018, il exprime son souhait de visiter ce site en Chine, comme il l'a fait dans les années 1990.
Samuel Brownback, membre du parti républicain, a rencontré le dalaï-lama à Dharamshala en octobre 2019. Les présidents américains successifs l'ont tous rencontré, sauf le président américain sortant Donald Trump. En septembre 2020, Joe Biden, alors candidat démocrate à la présidence, déclare qu'il rencontrera le dalaï-lama.

## Liste de visites du14edalaï-lama hors de l'Inde et de dignitaires rencontrés
| Date(s)                | Pays                 | Région visitée                                         | Principaux dignitaires politiques et religieux rencontrés |
| ---------------------- | -------------------- | ------------------------------------------------------ | --- |
| Septembre-octobre 1967 | Japon                | Tokyo                                                  | |
| 14 –17.11.1967         | Thaïlande            | Bangkok                                                | Rencontre avec le maréchal premier ministre de Thaïlande Thanom Kittikachorn et le roi de Thaïlande Rama IX |
| 30.9.1973              | Vatican              | Rome                                                   | Rencontre avec le pape Paul VI qui le reçoit en audience |
| 10.10.1973             | Irlande              | Áras an Uachtaráin, Dublin                             | Rencontre avec le président d'Irlande Erskine Hamilton Childers, son premier ministre Liam Cosgrave et le ministre irlandais des Affaires étrangères Frank Aiken |
| 9.10.1973              | Pays-Bas             | Amsterdam                                              | Rencontre avec le prince Bernhard de Lippe-Biesterfeld |
| 2.10.1973              | Suisse               | Genève                                                 | Rencontre avec le Haut Commissaire des Nations unies pour les réfugiés le prince Sadruddin Aga Khan |
| 19.10.1973             | Norvège              | Oslo                                                   | Rencontre avec le prince Pierre de Grèce |
| 25.10.1973             | Royaume-Uni          | Londres                                                | Rencontre avec l'archevêque de Cantorbéry Michael Ramsey |
| 11-20.6.1979           | Union soviétique     | Moscou                                                 | |
| 15.9.1979              | États-Unis           | Madison                                                | Rencontre avec le gouverneur du Wisconsin Lee Dreyfus |
| 9.10.1980              | Vatican              | Rome                                                   | Rencontre avec le pape Jean-Paul II |
| 1.11.1980              | Japon                | Tokyo                                                  | Rencontre avec le premier ministre du Japon Suzuki Zenko |
| 27.7.1982              | Malaisie             | Kuala Lumpur                                           | Rencontre avec l'ancien premier ministre de la Malaisie Tunku Abdul Rahman |
| 2.8.1982               | Indonésie            | Jakarta                                                | Rencontre avec le vice-président d'Indonésie Adam Malik |
| 8 octobre 1982         | Vatican              | Rome                                                   | Rencontre avec le pape Jean-Paul II |
| 3.7.1984               | Royaume-Uni          | Londres                                                | Rencontre avec l'archevêque de Cantorbéry Robert Runcie |
| 13.5.1986              | Autriche             | Vienne                                                 | Rencontre avec le président de l'Autriche Rudolf Kirchschläger |
| 27 mai 1986            | France               | Paris                                                  | Rencontre avec le président de l'Assemblée nationale Jacques Chaban-Delmas et le premier ministre français Jacques Chirac, |
| 20.5 –17.5.1986        | Pays-Bas             | Amsterdam                                              | Rencontre avec la princesse Irène des Pays-Bas, la princesse Juliana et le prince Bernhard de Lippe-Biesterfeld |
| 11.9.1986              | Union soviétique     | Moscou                                                 | Rencontre avec le patriarche de l'Église orthodoxe russe Pimène de Moscou |
| 27.10.1986             | Vatican              | Rome                                                   | Rencontre avec le pape Jean-Paul II |
| 20.9.1987              | États-Unis           | Atlanta                                                | Rencontre avec l'ancien président des États-Unis Jimmy Carter |
| 13.4.1988              | Royaume-Uni          | Londres                                                | Rencontre avec l'archevêque de Cantorbéry Robert Runcie |
| 14.6.1988              | Vatican              | Rome                                                   | Rencontre avec le pape Jean-Paul II |
| 18.6.1988              | Suisse               | Genève                                                 | Rencontre avec le prince Sadruddin Aga Khan |
| 27.6.1989              | Costa Rica           | San José                                               | Rencontre avec le président du Costa Rica Oscar Arias Sanchez |
| 3.7.1989               | Mexique              | México                                                 | Rencontre avec le président du Mexique Carlos Salinas de Gortari |
| 8 –7.12.1989           | Allemagne de l'Ouest | Berlin                                                 | Rencontre avec l'ancien chancelier de l'Allemagne de l'Ouest Willy Brandt et la présidente du Bundestag Rita Süssmuth |
| 11 –9.12.1989          | Norvège              | Oslo                                                   | Rencontre avec le premier ministre de la Norvège Jan P. Syse, le roi de Norvège Olav V et le ministre des Affaires étrangères Kjell Magne Bondevik |
| 3.3.1990               | Tchécoslovaquie      | Prague                                                 | Rencontre avec le président de la Tchécoslovaquie Václav Havel |
| 24.4.1990              | Belgique             | Bruxelles                                              | Rencontre avec le ministre des Affaires étrangères de la Belgique Mark Eyskens |
| 1.6.1990               | Vatican              | Rome                                                   | Rencontre avec le pape Jean-Paul II |
| 4.6.1990               | Espagne              | Pampelune                                              | Rencontre avec le président du gouvernement autonome de Navarre Gabriel Urralburu |
| 5.9.1990               | Espagne              | Mallorca                                               | Rencontre avec le président du gouvernement autonome des Baléares Gabriel Cañellas |
| 10.9.1990              | Pays-Bas             | Amsterdam                                              | Rencontre avec le ministre des Affaires étrangères des Pays-Bas Hans van den Broek |
| 30.9.1990              | Canada               | Ottawa                                                 | Dévoile le Canadian Tribute to Human Rights (en) avec le Secrétaire d'État du Canada Gerry Weiner |
| 4.10.1990              | Allemagne            | Bonn                                                   | Rencontre avec le président de l'Allemagne Richard von Weizsäcker |
| 8.10.1990              | France               | Paris                                                  | Rencontre avec le secrétaire d'État à l'action humanitaire Bernard Kouchner, les ministres Claude Évin et Edwige Avice et le président de l'Assemblée nationale Laurent Fabius. |
| 18.3 –21.3.1991        | Royaume-Uni          | Londres                                                | Rencontre avec Richard de Gloucester, le prince Charles de Galles, le Lord Chancelier James Mackay, président de la Chambre des communes Bernard Weatherill et le chef de l'opposition Neil Kinnock |
| 22.3.1991              | Irlande              | Dublin                                                 | Rencontre avec la Président de l'Irlande Mary Robinson |
| 16.4.1991              | États-Unis           | Washington, D.C.                                       | Rencontre avec le président des États-Unis George H. W. Bush, le président du Nicaragua Violeta Chamorro. Rencontre avec le vice-président des États-Unis Dan Quayle. Ministre des Affaires étrangères de la Tchécoslovaquie Jiří Dienstbier. Rencontre avec l'ancien Représentant permanent aux Nations unies Jeane Kirkpatrick. Rencontre avec le chef de la majorité au Sénat des États-Unis George Mitchell et le président de la Chambre des représentants des États-Unis Tom Foley                                    |
| 16.7.1991              | Liechtenstein        | Vaduz                                                  | Rencontre avec le prince du Liechtenstein Hans-Adam II |
| 19.7.1991              | Suisse               | Berne                                                  | Rencontre avec le conseiller fédéral chef du département fédéral des affaires étrangères et vice-président de la Suisse René Felber |
| 30.7.1991              | Union soviétique     | Moscou                                                 | Rencontre avec Lama Samaev et le Soviet suprême de Russie |
| 25.8.1991              | France               | Montignac                                              | Rencontre avec le ministre des Affaires étrangères de la France de la France Roland Dumas |
| 2/3.9.1991             | Autriche             | Vienne                                                 | Rencontre avec le président Kurt Waldheim et le chancelier Franz Vranitzky, |
| 29.9 –2.10.1991        | Lituanie             | Vilna                                                  | Rencontre avec le président de la Lituanie Vytautas Landsbergis, le premier ministre de Lituanie Gediminas Vagnorius et le président de la Lettonie par intérim Anatolijs Gorbunovs |
| 4.10.1991              | Estonie              | Tallinn                                                | Rencontre avec le président du Conseil suprême de l'Estonie Ülo Nugis (et) et le commissaire aux Affaires étrangères de l'Estonie Indrek Toome (en) |
| 5.10.1991              | Bulgarie             | Sofia                                                  | Rencontre avec le président de la Bulgarie Zhelyu Zhelev |
| 10.10.1991             | États-Unis           | Hartford                                               | Rencontre avec l'impératrice d'Iran Farah Pahlavi |
| 2.12.1991              | Royaume-Uni          | Londres                                                | Rencontre avec le premier ministre du Royaume-Uni John Major |
| 3.12 –5.12.1991        | Suède                | Stockholm                                              | Rencontre avec le ministre des Affaires étrangères de la Suède Margaretha af Ugglas, le roi de Suède Charles XVI Gustave et la reine de Suède Silvia |
| 8 –7.12.1991           | Norvège              | Oslo                                                   | Rencontre avec le premier ministre de la Norvège Gro Harlem Brundtland. Rencontre avec les lauréats du prix Nobel de la paix, le président de la Pologne Lech Wałęsa et Mgr Desmond Tutu |
| 8 –4.5.1992            | Australie            | Canberra, Melbourne                                    | Rencontre avec le premier ministre de l'Australie Paul Keating. Rencontre avec le ministre des Affaires étrangères de l'Australie Gareth John Evans. Rencontre avec le premier ministre du Cambodge Son Sann |
| 13.5.1992              | Nouvelle-Zélande     | Wellington                                             | Rencontre avec le ministre des Affaires étrangères de Nouvelle-Zélande Don McKinnon et le premier ministre de Nouvelle-Zélande Jim Bolger |
| 11.6.1992              | Argentine            | Buenos Aires                                           | Rencontre avec le Président de l'Argentine Carlos Menem |
| 20.6.1992              | Chili                | Santiago du Chili                                      | Rencontre avec le président du Chili Patricio Aylwin |
| 27.4.1993              | États-Unis           | Washington, D.C.                                       | Rencontre avec le vice-président des États-Unis Al Gore et le président des États-Unis Bill Clinton |
| 10 –12.5.1993          | Royaume-Uni          | Londres                                                | Rencontre avec le ministre des Affaires étrangères du Royaume-Uni Douglas Hurd et l'archevêque de Cantorbéry George Carey |
| 17.5.1993              | Pologne              | Varsovie                                               | Rencontre avec le président de la Pologne Lech Wałęsa |
| 14.6.1993              | Autriche             | Vienne                                                 | Rencontre avec le président de l'Autriche Thomas Klestil |
| 16 novembre 1993       | France               | Paris                                                  | Rencontre avec le président de la France François Mitterrand |
| 14.4.1994              | États-Unis           | Honolulu                                               | Rencontre avec le gouverneur d'Hawaï John D. Waihee III (en) |
| 29.4.1994              | Allemagne            | Frankfurt am Main                                      | Rencontre avec le président du Bundestag Rita Süssmuth |
| 4.6.1994               | Pays-Bas             | Amsterdam                                              | Rencontre avec la princesse Juliana des Pays-Bas. Rencontre avec le ministre des Affaires étrangères des Pays-Bas Pieter Kooijmans |
| 7.6.1994               | Belgique             | Bruxelles                                              | Rencontre avec le ministre des Affaires étrangères de Belgique Willy Claes |
| 14.6.1994              | Saint-Marin          | Saint-Marin                                            | Rencontre avec le secrétaire d’État aux Affaires étrangères et politiques de Saint-Marin Gabriele Gatti |
| 16.6 –17.6.1994        | Italie               | Rome                                                   | Rencontre avec le président de la Chambre basse italienne Irene Pivetti, le président de l'Italie Oscar Luigi Scalfaro et le président du Sénat italien Carlo Scognamiglio |
| 17.6.1994              | Vatican              | Rome                                                   | Rencontre avec le pape Jean-Paul II |
| 4.7 –5.7.1994          | Nicaragua            | Managua                                                | Rencontre avec le président du Nicaragua Violeta Chamorro. Rencontre avec le ministre des Affaires étrangères du Nicaragua Ernesto Leal (en). Rencontre avec le président de l'Assemblée nationale du Nicaragua Luis Humberto Guzman |
| 3.5.1995               | Allemagne            | Bonn                                                   | Rencontre avec la vice-présidente du Parlement allemand Antje Vollmer |
| 1.8.1995               | Mongolie             | Ulan Bator                                             | Rencontre avec le ministre de la Culture de la Mongolie Nambaryn Enkhbayar |
| 15.5.1996              | Danemark             | Copenhague                                             | Rencontre avec le ministre des Affaires étrangères du Danemark Niels Helveg Petersen |
| 2.5.1996               | Vatican              | Rome                                                   | Rencontre avec le pape Jean-Paul II |
| 23.5.1996              | Suède                | Stockholm                                              | Rencontre avec le ministre des Affaires étrangères de la Suède Lena Hjelm-Wallén |
| 28.5.1996              | Norvège              | Oslo                                                   | Rencontre avec le ministre des Affaires étrangères de la Norvège Bjorn Tore Godal |
| 17.7.1996              | Royaume-Uni          | Londres                                                | Rencontre avec le ministre des Affaires étrangères du Royaume-Uni Douglas Hurd et la Reine mère |
| 20 –23.8.1996          | Afrique du Sud       | Le Cap, Pretoria                                       | Rencontre avec le président de l'Afrique du Sud Nelson Mandela, l'ancien président de la République d'Afrique du Sud Frederik de Klerk et l'archevêque Desmond Tutu |
| 11.9.1996              | Nouvelle-Zélande     | Wellington                                             | Rencontre avec le ministre des Affaires étrangères de Nouvelle-Zélande Don McKinnon et le premier ministre de Nouvelle-Zélande Jim Bolger |
| 14.9.1996              | Australie            | Melbourne                                              | Rencontre avec le ministre des Affaires étrangères de l'Australie Alexander Downer et le premier ministre de l'Australie John Howard |
| 23.10.1996             | Pays-Bas             | Amsterdam                                              | Rencontre avec le ministre des Affaires étrangères des Pays-Bas Hans van Mierlo |
| 23.10.1996             | France               | Strasbourg                                             | Rencontre avec le président de l'Union européenne Jacques Santer et le président du Parlement européen Klaus Hänsch |
| 27.3.1997              | Taïwan               | Taipei                                                 | Rencontre avec le président de Taïwan Lee Teng-hui |
| 16.4.1997              | Espagne              | Guernica, Vitoria-Gasteiz                              | Rencontre avec le président du gouvernement autonome du Pays basque Jose Antonio Ardanza Garro et le président du Parlement du gouvernement autonome basque Joseba Andoni Leizaola Azpiazu |
| 23.4.1997              | États-Unis           | Washington, D.C.                                       | Rencontre avec le secrétaire d'État Madeleine Albright, le vice-président des États-Unis Al Gore et le président des États-Unis Bill Clinton |
| 5.9.1997               | République tchèque   | Prague                                                 | Rencontre avec le président de la République tchèque Václav Havel |
| 6.4.1998               | Japon                | Kyoto                                                  | Rencontre avec l'ancien président de l'Union soviétique Mikhail Gorbachev |
| 4.5 –11.5.1998         | États-Unis           | New York                                               | Rencontre avec l'ancien président des États-Unis Jimmy Carter. Rencontre avec le gouverneur du New Jersey Christine Todd Whitman. Rencontre avec le Haut-Commissaire des Nations unies aux droits de l'homme Mary Robinson. Rencontre avec l'ambassadeur américain aux Nations unies Bill Richardson |
| 9.6.1998               | Autriche             | Vienne                                                 | Rencontre avec le ministre des Affaires étrangères de l'Autriche Wolfgang Schüssel |
| 17.6.1998              | France               | Paris                                                  | Rencontre avec le président de l'Assemblée nationale française Laurent Fabius |
| 10.11.1998             | États-Unis           | Washington, D.C.                                       | Rencontre avec le secrétaire d'État Madeleine Albright, le vice-président des États-Unis Al Gore et le président des États-Unis Bill Clinton |
| 8.12.1998              | France               | Paris                                                  | Rencontre avec le Haut-Commissaire des Nations unies aux droits de l'homme Mary Robinson. Rencontre avec le Secrétaire général des Nations unies Kofi Annan, le premier ministre de la France Lionel Jospin et le président de la France Jacques Chirac |
| 7.4.1999               | Brésil               | Brasilia                                               | Rencontre avec le président de la chambre basse du parlement du Brésil Michel Temer et le président du Brésil Fernando Henrique Cardoso |
| 13.4.1999              | Chili                | Santiago du Chili                                      | Rencontre avec le président du Chili Eduardo Frei Ruiz-Tagle |
| 4.5.1999               | Belgique             | Bruxelles                                              | Rencontre avec le premier ministre belge Jean-Luc Dehaene |
| 10 –12.5.1999          | Royaume-Uni          | Highgrove, Londres                                     | Rencontre avec le prince Charles de Galles, le ministre des Affaires étrangères du Royaume-Uni Robin Cook, l'archevêque de Cantorbéry George Carey et le premier ministre du Royaume-Uni Tony Blair |
| 16 –17.7.1999          | Allemagne            | Bonn                                                   | Rencontre avec le ministre de l'Intérieur de l'Allemagne Otto Schily et le ministre allemand des Affaires étrangères Joschka Fischer |
| 18.10.1999             | Pays-Bas             | La Haye                                                | Rencontre avec le premier ministre des Pays-Bas Wim Kok, le ministre des Affaires étrangères des Pays-Bas Jozias van Aartseni |
| 26.10.1999             | Italie               | Rome                                                   | Rencontre avec le premier ministre italien Massimo D'Alema |
| 28.10.1999             | Vatican              | Rome                                                   | Rencontre avec le pape Jean-Paul II |
| 24.11.1999             | Israël               | Jérusalem                                              | Rencontre avec le président de la Knesset Avraham Burg et le ministre de l'Education d'Israël Yossi Sarid |
| 11.5.2000              | Pologne              | Varsovie                                               | Rencontre avec le premier ministre polonais Jerzy Buzek et le président du Parlement polonais Maciej Plazynski |
| 16.5 –17.5.2000        | Suède                | Stockholm                                              | Rencontre avec le premier ministre de Suède Göran Persson, le ministre des Affaires étrangères de la Suède Anna Lindh et le président du Parlement suédois Birgitta Dahl |
| 21.5.2000              | Danemark             | Copenhague                                             | Rencontre avec le premier ministre du Danemark Poul Nyrup Rasmussen |
| 22.5.2000–23.5.2000    | Norvège              | Oslo                                                   | Rencontre avec le premier ministre de la Norvège Jens Stoltenberg, le ministre des Affaires étrangères de la Norvège Thorbjørn Jagland et le roi de Norvège Harald V |
| 20.6 –3.7.2000         | États-Unis           | Washington, D.C.                                       | Rencontre avec le secrétaire d'État Madeleine Albright, le Représentant permanent aux Nations unies Richard Holbrooke et le président des États-Unis Bill Clinton |
| 26 septembre 2000      | France               | Paris                                                  | Rencontre avec le ministre de l'environnement de la France Dominique Voynet, le ministre de l'éducation nationale de la France Jack Lang |
| 11.10.2000–13.10.2000  | Hongrie              | Budapest                                               | Rencontre avec le ministre des Affaires étrangères de la Hongrie Janos Martonyi, le premier ministre de Hongrie Viktor Orbán |
| 16.10.2000             | République tchèque   | Prague                                                 | Rencontre avec le président de la République tchèque Václav Havel |
| 21.10.2000             | Royaume-Uni          | Belfast                                                | Rencontre avec le président d'Irlande Mary McAleese |
| 2.4 –7.4.2001          | Taïwan               | Taipei                                                 | Rencontre avec le premier ministre de Taïwan Chang Chun-hsiung, le président de Taïwan Chen Shui-bian et le vice-président de Taïwan Annette Lu |
| 6.5.2001               | Suisse               | Bâle                                                   | Rencontre avec le ministre de l'Intérieur de la Suisse Ruth Dreifuss |
| 9.5 –23.5.2001         | États-Unis           | Saint Paul, Salt Lake City, Portland, Washington, D.C. | Rencontre avec le président des États-Unis George W. Bush, le secrétaire d'État Colin Powell, le Secrétaire d'État adjoint des États-Unis Richard Armitage, le gouverneur de l'Oregon John Kitzhaber, le gouverneur de l'Utah Michael Leavitt et le gouverneur du Minnesota Jesse Ventura |
| 19.6.2001              | Estonie              | Tallinn                                                | Rencontre avec le premier ministre de l'Estonie Mart Laar |
| 21.6 –23.6.2001        | Lettonie             | Riga                                                   | Rencontre avec le premier ministre de Lettonie Andris Bērziņš et le président de la Lettonie Vaira Vīķe-Freiberga |
| 24.6.2001              | Lituanie             | Vilna                                                  | Rencontre avec le président de la Lituanie Valdas Adamkus |
| 24.10.2001             | France               | Strasbourg                                             | Rencontre avec le président du Parlement européen Nicole Fontaine et le premier ministre de Bulgarie Simeon Saxe-Coburg-Gotha |
| 27.11 – 28.11.2001     | Portugal             | Fátima,                                                | Rencontre avec le président du Portugal Jorge Sampaio. |
| 28.11.2001             | Italie               | Pomaia                                                 | Rencontre avec le ministre italien de l'Agriculture Gianni Alemanno |
| 28.5.2002              | Nouvelle-Zélande     | Wellington                                             | Rencontre avec le Vice-Premier ministre de Nouvelle-Zélande Jim Anderton et le ministre des Affaires étrangères de Nouvelle-Zélande Phil Goff |
| 2.7.2002               | République tchèque   | Prague                                                 | Rencontre avec le président de la République tchèque Václav Havel |
| 4.7 –6.7.2002          | Slovénie             | Ljubljana                                              | Rencontre avec le ministre des Affaires étrangères de Slovénie Dimitrij Rupel, le président de la Slovénie Milan Kučan, le premier ministre de Slovénie Janez Drnovšek et le président de l'Assemblée nationale slovène Borut Pahor |
| 8.7.2002               | Croatie              | Zagreb                                                 | Rencontre avec le premier ministre de Croatie Ivica Račan |
| 13.10.2002             | Autriche             | Graz                                                   | Rencontre avec le ministre des Affaires étrangères de l'Autriche Benita Ferrero-Waldner |
| 7.11.2002              | Mongolie             | Ulan Bator                                             | Rencontre avec le premier ministre de Mongolie Nambaryn Enkhbayar |
| 30.5.2003              | Allemagne            | Berlin                                                 | Rencontre avec le ministre allemand des affaires étrangères Joschka Fischer, le président du Bundestag Wolfgang Thierse et le commissaire aux droits de l'homme de l'Allemagne Claudia Roth |
| 3.6.2003               | Suède                | Stockholm                                              | Rencontre avec le président du Parlement suédois Björn von Sydow |
| 4 –6.6.2003            | Danemark             | Copenhague                                             | Rencontre avec le premier ministre du Danemark Anders Fogh Rasmussen et le ministre des Affaires étrangères du Danemark Per Stig Møller |
| 9 –11.9.2003           | États-Unis           | Washington, D.C.                                       | Rencontre avec le président des États-Unis George W. Bush, le secrétaire d'État Colin Powell, le chef de la minorité de la Chambre des représentants des États-Unis Nancy Pelosi, le chef de la minorité des États-Unis Sénat des États-Unis Tom Daschle et le chef de la majorité au Sénat des États-Unis Bill Frist |
| 12.10.2003             | Espagne              | Madrid                                                 | Rencontre avec le président du Pérou Alejandro Toledo |
| 14 –15.10.2003         | France               | Paris                                                  | Rencontre avec le président de l'Assemblée nationale française Jean-Louis Debré, le président du Sénat français Christian Poncelet |
| 26.11.2003             | Italie               | Rome                                                   | Rencontre avec l'ancien premier ministre italien Massimo D'Alema, le Chambre basse italienne Pier Ferdinando Casini et le ministre adjoint des Affaires étrangères de l'Italie Margherita Boniver |
| 27.11.2003             | Vatican              | Rome                                                   | Rencontre avec le pape Jean-Paul II |
| 27 –28.11.2003         | Italie               | Rome                                                   | Rencontre avec l'ancien président de l'Union soviétique Mikhail Gorbachev et le président du Sénat italien Marcello Pera |
| 18.4 –6.5.2004         | Canada               | Vancouver                                              | Rencontre avec le premier ministre de l'Ontario Dalton McGuinty, le lieutenant-gouverneur de l'Ontario James Bartleman, le premier ministre du Canada Paul Martin, le chef de l'opposition Stephen Harper et le premier ministre de la Colombie-Britannique Gordon Campbell |
| 8.5.2004               | France               | Niort                                                  | Rencontre avec le maire de Niort Alain Baudin lors de la Foirexpo de Niort |
| 27 –28.5.2004          | Royaume-Uni          | Londres                                                | Rencontre avec le chef de l'opposition Michael Howard, le prince Charles de Galles, le ministre des Affaires étrangères du Royaume-Uni Jack Straw et l'archevêque de Cantorbéry Rowan Williams |
| 17.9.2004              | États-Unis           | Miami                                                  | Rencontre avec le gouverneur de Floride Jeb Bush |
| 23.9.2004              | Porto Rico           | San Juan                                               | Rencontre avec le gouverneur de Porto Rico Sila María Calderón |
| 26.9 –27.9.2004        | Costa Rica           | San José                                               | Rencontre avec le président du Costa Rica Abel Pacheco, le ministre des affaires étrangères du Costa Rica Roberto Tovar Faja, le président du Congrés du Costa Rica Mario Redondo Poveda, le président du Parlementent du Costa Rica Gerardo Gonzalez Esquivel et le ministre de la culture du Costa Rica Guido Saenz |
| 29.9.2004              | Salvador             | San Salvador                                           | Rencontre avec le ministre des Affaires étrangères du Salvador Francisco Laínez kansa, le président du Salvador Tony Saca et le vice-président du Salvador Ana Vilma de Escobar |
| 1.10.2004              | Guatemala            | Guatemala                                              | Rencontre avec le ministre de l'Éducation du Guatemala Maria del Carmen Acena, le ministre des Affaires étrangères du Guatemala Jorge Briz Abularach, le président du Guatemala Óscar Berger et le vice-président du Guatemala Eduardo Stein |
| 5.10.2004              | Mexique              | México                                                 | Rencontre avec le secrétaire de l'Intérieur du Mexique Santiago Creel |
| 5 –7.11.2004           | Afrique du Sud       | Johannesburg                                           | Rencontre avec le président du Inkatha Freedom Party d'Afrique du Sud Mangosuthu Buthelezi et l'ancien président de l'Afrique du Sud Nelson Mandela |
| 18 –19.5.2005          | Jordanie             | Amman, Pétra                                           | Rencontre avec l' ancien président des États-Unis Bill Clinton, le roi de Jordanie Abdallah II et reine de Jordanie Rania de Jordanie |
| 14 –15.6.2005          | Norvège              | Oslo                                                   | Rencontre avec le premier ministre de la Norvège Kjell Magne Bondevik et le président du Parlement norvégien Jorgen Kosmo |
| 17 –18.6.2005          | Allemagne            | Berlin                                                 | Rencontre avec le président du Parlement allemand Wolfgang Thierse, avec le chef de la CDU/CSU Angela Merkel |
| 1.10.2005              | Italie               | Bolzano                                                | Rencontre avec l'ancien premier ministre italien Giuliano Amato |
| 4.9.2005               | Suisse               | Zürich                                                 | Rencontre avec le ministre de l'Intérieur de la Suisse Pascal Couchepin |
| 9 –11.9.2005           | États-Unis           | Sun Valley, Anchorage                                  | Rencontre avec le gouverneur de l'Idaho Dirk Kempthorne et le gouverneur de l'Alaska Frank Murkowski |
| 6 –16.11.2005          | États-Unis           | Washington, D.C., San Francisco                        | Rencontre avec le chef de la minorité au Sénat des États-Unis Harry Reid, le chef de la minorité de la Chambre des représentants des États-Unis Nancy Pelosi, le président de la Chambre des représentants des États-Unis Dennis Hastert, le secrétaire d'État Condoleezza Rice, le président des États-Unis George W. Bush et l' ancien président des États-Unis Jimmy Carter |
| 18.11.2005             | Royaume-Uni          | Édimbourg                                              | Rencontre avec le président du Inkatha Freedom Party d'Afrique du Sud Mangosuthu Buthelezi |
| 19.2.2006              | Israël               | Jérusalem                                              | Rencontre avec le Grand rabbin d'Israël Séfarade Shlomo Amar et le Grand rabbin d'Israël Ashkénaze Yona Metzger |
| 26.4.2006              | Brésil               | São Paulo                                              | Rencontre avec le ministre de la Culture du Brésil Gilberto Gil |
| 1.5.2006               | Argentine            | Buenos Aires                                           | Rencontre avec le lauréat du prix Nobel de la Paix Adolfo Pérez Esquivel |
| 3 –6.5.2006            | Chili                | Santiago de Chile                                      | Rencontre avec le ministre des Transports du Chili Sergio Espejo, le vice-ministre de l'Intérieur du Chili Felipe Harboe Bascuñán, l’archevêque du Chili, le cardinal Francisco and vier Errázuriz Ossa, le ministre de la Culture du Chili Paulina Urrutia, le ministre de l' éducation du Chili Martin Zilic, le président Chambre des députés du Chili Antonio Leal Labrin et le vice-président du Sénat du Chili Jaime Naranjo Ortiz                                                                                    |
| 7.5.2006               | Pérou                | Lima                                                   | Rencontre avec la Première dame du Pérou Éliane Karp |
| 11.5.2006              | Colombie             | Bogota                                                 | Rencontre avec le procureur général de la Colombie Mario Iguaran |
| 14.5.2006              | Autriche             | Sankt Veit an der Glan                                 | Rencontre avec le ministre de la Justice de l'Autriche Karin Gastinger, le ministre de la Santé d'Autriche Maria Rauch-Kallat, le vice-chancelier de l'Autriche Hubert Gorbach, le gouverneur de Carinthie Jörg Haider |
| 30.5 –1.6.2006         | Belgique             | Bruxelles                                              | Rencontre avec le ministre de la Coopération au développement de Belgique Armand De Decker, le président de la Chambre des représentants belge Herman De Croo, le président du Sénat belge Anne-Marie Lizin, le Premier ministre belge Guy Verhofstadt, le président du Parlement européen Josep Borrell, le vice-président de la Commission européenne Gunter Verheugen, le Chancelier d'Autriche et président du Conseil européen Wolfgang Schüssel et le Président de la Commission européenne José Manuel Barroso       |
| 20.6 –22.6.2006        | Jordanie             | Amman, Pétra                                           | Rencontre avec l'Envoyé personnel et conseiller principal de SM le Roi de Jordanie le prince Ghazi bin Muhammad, le roi de Jordanie Abdullah II de Jordanie, la reine Rania, et avec l'imam à la Cour royale Hachémite et juge suprême Ahmad Helail |
| 8.9 –9.9.2006          | Canada               | Vancouver                                              | Rencontre avec le ministre de l'Immigration, des Réfugiés et de la Citoyenneté Monte Solberg, le premier ministre de la Colombie-Britannique Gordon Campbell et le secrétaire parlementaire du Canada Jason Kenny |
| 16.9 –26.9.2006        | États-Unis           | New York, Long Beach, Denver                           | Rencontre avec le gouverneur de Californie Arnold Schwarzenegger, l'ancien président des États-Unis Bill Clinton, l'ancien Reine de Jordanie Noor de Jordanie, le président du Costa Rica Óscar Arias |
| 9 –10.10.2006          | République tchèque   | Prague                                                 | Rencontre avec l'ancien président de la République tchèque Václav Havel, le ministre des Affaires étrangères de la République tchèque Alexandr Vondra |
| 12.10.2006             | Italie               | Rome                                                   | Rencontre avec le président du Sénat italien Franco Marini, le président du Parlement italien Fausto Bertinotti |
| 13.10.2006             | Vatican              | Rome                                                   | Rencontre avec le pape Benoît XVI |
| 13.10.2006             | Italie               | Rome                                                   | Rencontre avec le ministre des Affaires étrangères de l'Italie Massimo D'Alema |
| 4.5.2007               | États-Unis           | San Francisco                                          | Rencontre avec l'ancien vice-président des États-Unis Walter Mondale, le gouverneur du Wisconsin Jim Doyle et le président de la Chambre des représentants des États-Unis Nancy Pelosi |
| 12.6.2007              | Australie            | Canberra                                               | Rencontre avec le chef de l'opposition australienne Kevin Rudd |
| 14 –15.6.2007          | Australie            | Brisbane, Sydney                                       | Rencontre avec le premier ministre de Nouvelle-Zélande Helen Clark, le premier ministre de l'Australie John Howard |
| 19.6.2007              | Nouvelle-Zélande     | Wellington                                             | Rencontre avec le ministre des Affaires étrangères de Nouvelle-Zélande Winston Peters |
| 10.9.2007              | Espagne              | Barcelone                                              | Rencontre avec le vice-président de la communauté autonome du gouvernement de Catalogne Ernest Benach, le président de la communauté autonome du Parlement de Catalogne Josep-Lluis Carod-Rovira |
| 14 –13.9.2007          | Portugal             | Lisbonne                                               | Rencontre avec l'ancien président du Portugal Mário Soares, le président du Portugal Jorge Sampaio et le président du Parlement portugais Jaime Gama |
| 17 –20.9.2007          | Autriche             | Hinterbrühl                                            | Rencontre avec le Chancelier d'Autriche Alfred Gusenbauer, le gouverneur de Carinthie Jörg Haider et le gouverneur de Basse-Autriche Erwin Pröll |
| 20 –23.9.2007          | Allemagne            | Münster, Wiesbaden, Berlin                             | Rencontre avec la chancelière allemande Angela Merkel, le ministre président de Hessen Roland Koch et le ministre président de la Rhénanie-du-Nord-Westphalie Jürgen Rüttgers |
| 16 –19.10.2007         | États-Unis           | Washington, D.C.                                       | Rencontre avec le secrétaire d'État adjoint des États-Unis John Negroponte, le président de la Chambre des représentants des États-Unis Nancy Pelosi, le chef de la majorité au Sénat des États-Unis Harry Reid, le chef de la minorité au Sénat des États-Unis Mitch McConnell, le chef de la majorité de la Chambre des représentants des États-Unis Steny Hoyer, le chef de la minorité de la Chambre des représentants des États-Unis John Boehner et le président des États-Unis George W. Bush                        |
| 29.10 –30.10.2007      | Canada               | Ottawa                                                 | Rencontre avec le chef du Parti libéral Stéphane Dion, le chef du parti du Bloc québécois Gilles Duceppe, le chef du Nouveau Parti démocratique Jack Layton, le gouverneur général du Canada Michaëlle Jean, le premier ministre du Canada Stephen Harper, le ministre des Affaires étrangères du Canada Maxime Bernier, le ministre de la Sécurité publique du Canada Stockwell Day, le secrétaire d'État au multiculturalisme et à l'Identité du Canada Jason Kenney et le président du Parlement canadien Peter Milliken |
| 7 –14.12.2007          | Italie               | Milan, Udine, Rome                                     | Rencontre avec le ministre de l'activité de la jeunesse et des sports de l'Italie Giovanna Melandri, le président du Sénat italien Franco Marini, le président de la Chambre italienne des députés Fausto Bertinotti, le ministre adjoint des Affaires étrangères de l'Italie Gianni Vernetti, le président de la région de Frioul-Vénétie Julienne Riccardo Illy et le président de la région de la Lombardie Roberto Formigoni                                                                                            |
| 12.4.2008              | États-Unis           | Seattle                                                | Rencontre avec le gouverneur de Washington Christine Gregoire |
| 15 –19.5.2008          | Allemagne            | Frankfurt am Main, Bochum, Berlin                      | Rencontre avec le ministre fédéral de la Coopération et du Développement économique de l'Allemagne Heidemarie Wieczorek-Zeul kansa, le ministre-président de Rhénanie-du-Nord-Westphalie Jürgen Rüttgers, le président du Parlement allemand Norbert Lammert, le ministre-président de Hessen Roland Koch |
| 21 –23.5.2008          | Royaume-Uni          | Londres                                                | Rencontre avec le premier ministre du Royaume-Uni Gordon Brown, l'archevêque de Canterbury Rowan Williams. Met with Charles, Prince de Galles, le chef du parti libéral-démocrate Nick Clegg, le chef du Parti conservateur et de l'opposition David Cameron |
| 11 –15.6.2008          | Australie            | Sydney, Perth                                          | Rencontre avec le ministre des Affaires étrangères de l'Australie Stephen Smith, le ministre de l'immigration et de la citoyenneté de l'Australie Chris Evans, le chef de l'opposition australienne Brendan Nelson |
| 17 –18.6.2008          | Jordanie             | Amman, Pétra                                           | Rencontre avec le roi de Jordanie Abdullah II de Jordanie, la reine Rania, l'Envoyé personnel et conseiller principal de SM le roi de Jordanie le prince Ghazi bin Muhammad |
| 21 –25.7.2008          | États-Unis           | Madison, Aspen                                         | Rencontre avec le candidat républicain présidentielle américaine John McCain, le gouverneur du Wisconsin Jim Doyle |
| 16.8 –22.9.2008        | France               | Nantes, Roqueredonde                                   | Rencontre avec la première Dame de France Carla Bruni-Sarkozy, le ministre des Affaires étrangères de la France Bernard Kouchner, le ministre adjoint des Affaires étrangères de la France Rama Yade, le chef du parti socialiste français Ségolène Royal |
| 30.11 –2.12.2008       | République tchèque   | Prague                                                 | Rencontre avec le ministre des Affaires étrangères de la République tchèque Karel Schwarzenberg, l'ancien président de la République tchèque Václav Havel, le premier ministre de la République tchèque Mirek Topolánek |
| 2.12 –4.12.2008        | Belgique             | Bruxelles                                              | Rencontre avec le président de la Chambre des représentants de Belgique Herman Van Rompuy, le président du Sénat belge Armand De Decker, le président du Parlement européen Hans-Gert Pöttering, le Premier ministre belge Yves Leterme |
| 5.12 –11.12.2008       | Pologne              | Gdańsk, Varsovie                                       | Rencontre avec le président du Sénat polonais Bogdan Borusewicz, le président de la chambre des représentants polonais Bronisław Komorowski, le président de la Pologne Lech Kaczyński, le Président de la France Nicolas Sarkozy et le premier ministre de Pologne Donald Tusk |
| 10.2.2009              | Allemagne            | Baden-Baden                                            | Rencontre avec le ministre-président de Hesse Roland Koch |
| 29 –30.7.2009          | Allemagne            | Frankfurt am Main                                      | Rencontre avec le ministre de la Coopération et du Développement économique de l'Allemagne Heidemarie Wieczorek-Zeul et le ministre-président de Hesse Roland Koch. |
| 6.8.2009               | Suisse               | Lausanne                                               | Rencontre avec le président du Parlement suisse Chiara Simoneschi-Cortesi |
| 1.9.2009               | Taïwan               | Kaohsiung                                              | Rencontre avec la présidente du Parti démocrate progressiste Tsai Ing-wen |
| 11 –12.9.2009          | République tchèque   | Prague                                                 | Rencontre avec le vice-premier ministre et ministre des Affaires étrangères de la République tchèque Jan Kohout, le premier ministre de la République tchèque Jan Fischer, l'ancien président de la République tchèque Václav Havel et l'ancien République d'Afrique du Sud Frederik de Klerk |
| 6.10.2009              | États-Unis           | Washington, D.C.                                       | Rencontre avec le président de la Chambre des représentants des États-Unis Nancy Pelosi |
| 18.11.2009             | Italie               | Rome                                                   | Rencontre avec le président de la Chambre basse italienne Gianfranco Fini |
| 3 –4.12.2009           | Australie            | Sydney                                                 | Rencontre avec le chef de l'opposition australienne Tony Abbott. Met ministre de l'Environnement, du Patrimoine et des Arts d'Australie Peter Garrett |
| 18.2.2010              | États-Unis           | Washington, D.C.                                       | Rencontre avec la secrétaire d'État Hillary Clinton, le président des États-Unis Barack Obama |
| 6 –7.4.2010            | Slovénie             | Maribor                                                | Rencontre avec le ministre pour les Slovènes à l'étranger Boštjan Žekš, l'ancien premier ministre de Slovénie Janez Janša |
| 8.4.2010               | Suisse               | Zürich                                                 | Rencontre avec le président du Parlement suisse Pascale Bruderer Wyss |
| 22.10.2010             | Canada               | Toronto                                                | Rencontre avec Secrétaire d'État au Multiculturalisme et Identité Jason Kenney |
| 12.11.2010             | Japon                | Hiroshima                                              | Rencontre avec le directeur de l'AIEA lauréat du prix Nobel de la Paix Mohamed ElBaradei. et l'ancien République d'Afrique du Sud et lauréat du prix Nobel de la Paix Frederik de Klerk |
| 13.4.2011              | Irlande              | Dublin                                                 | Rencontre avec l'ancien président de l'Irlande Mary Robinson |
| 14.6.2011              | Australie            | Canberra                                               | Rencontre avec le chef australien de l'opposition Tony Abbott |
| 7.7.2011               | États-Unis           | Washington, D.C.                                       | Rencontre avec le président de la Chambre des représentants des États-Unis John Boehner, le chef de la minorité de la Chambre des représentants des États-Unis Nancy Pelosi |
| 16.7.2011              | États-Unis           | Washington, D.C.                                       | Rencontre avec le président des États-Unis Barack Obama |
| 17.8.2011              | Estonie              | Tallinn                                                | Rencontre avec le président de l'Estonie Toomas Hendrik Ilves et le ministre de la Défense de l'Estonie Mart Laar |
| 22.8 –23.8.2011        | Allemagne            | Wiesbaden                                              | Rencontre avec le président du Parlement de Hesse Norbert Kartmann (de) et le ministre-président de l'État de Hesse Volker Bouffier |
| 9 –11.9.2011           | Mexique              | México                                                 | Rencontre avec le gouverneur de Zacatecas Miguel Alonso Reyes, le président du Mexique Felipe Calderón et l'ancien président du Mexique Vicente Fox |
| 13.9.2011              | Argentine            | Buenos Aires                                           | Rencontre avec le lauréat du prix Nobel de la Paix Adolfo Pérez Esquivel |
| 7.11.2011              | Japon                | Tokyo                                                  | Rencontre avec l'ancien premier ministre du Japon Shinzō Abe |
| 10.12.2011             | République tchèque   | Prague                                                 | Rencontre avec l'ancien président de la République tchèque Václav Havel et le ministre des Affaires étrangères de la République tchèque Karel Schwarzenberg |
| 15.4.2012              | États-Unis           | Honolulu                                               | Rencontre avec le gouverneur d'Hawaï Neil Abercrombie |
| 25.4.2012              | États-Unis           | Chicago                                                | Rencontre avec l'ancien président de l'Union soviétique Mikhail Gorbachev, l'ancien président de la Pologne Lech Wałęsa |
| 27.4.2012              | Canada               | Ottawa                                                 | Rencontre avec le premier ministre du Canada Stephen Harper, le ministre de la Citoyenneté, Immigration et du Multiculturalisme Jason Kenney |
| 14.5.2012              | Royaume-Uni          | Londres                                                | Rencontre avec le premier ministre du Royaume-Uni David Cameron, le Vice-Premier ministre du Royaume-Uni Nick Clegg et l'archevêque de Canterbury Rowan Williams |
| 18 –27.5.2012          | Autriche             | Klagenfurt, Salzbourg, Vienne                          | Rencontre avec le secrétaire d'État de l'Intérieur d'Autriche Sebastian Kurz, le chancelier autrichien Werner Faymann, le vice-chancelier et ministre des Affaires étrangères de l'Autriche Michael Spindelegger, le gouverneur de Salzbourg Gabi Burgstaller et le Kärnten gouverneur de Carinthie Gerhard Dörfler (en) |
| 19 –20.6.2012          | Royaume-Uni          | Londres                                                | Rencontre avec Charles, Prince de Galles, le Président de la Chambre des communes John Bercow, le Nobel de la paix Aung San Suu Kyi et le chef de l'opposition Ed Miliband |
| 8.10.2012              | États-Unis           | Syracuse                                               | Rencontre avec le directeur de l'AIEA et Nobel de la paix Mohamed ElBaradei et le Nobel de la paix Shirin Ebadi |
| 11.4.2013              | Italie               | Trente                                                 | Rencontre avec le président par intérim de la province autonome de Trente Alberto Pacher |
| 16.4.2013              | Suisse               | Berne                                                  | Rencontre avec le président du Conseil national suisse Maya Graf |
| 7 –14.5.2013           | États-Unis           | Madison, Portland, College Park                        | Rencontre avec le gouverneur du Wisconsin Scott Walker, le gouverneur de l'Oregon John Kitzhaber et le gouverneur du Maryland Martin O'Malley |
| 10 –11.9.2013          | Lettonie             | Riga                                                   | Rencontre avec le ministre letton de la Justice Janis Bordans et l'ancien président de la Lettonie Vaira Vīķe-Freiberga |
| 11 –13.9.2013          | Lituanie             | Vilna                                                  | Rencontre avec l'ancien président de Lituanie Vytautas Landsbergis et le président de la Lituanie Dalia Grybauskaitė |
| 15.9.2013              | République tchèque   | Prague                                                 | Rencontre avec le Nobel de la paix Aung San Suu Kyi |
| 15.10.2013             | Mexique              | San Francisco del Rincón                               | Rencontre avec l'ancien président du Mexique Vicente Fox |
| 23.10.2013             | Pologne              | Varsovie                                               | Rencontre avec le Premier ministre de Pologne Donald Tusk |
| 21.2 –6.3.2014         | États-Unis           | Washington, D.C., Los Angeles                          | Rencontre avec le président de la Chambre des représentants des États-Unis John Boehner, le chef de la minorité de la Chambre des représentants des États-Unis Nancy Pelosi, le chef de la majorité au Sénat des États-Unis Harry Reid, le gouverneur de Californie Jerry Brown et le président des États-Unis Barack Obama |
| 9.5.2014               | Norvège              | Oslo                                                   | Rencontre avec Ketil Kjenseth (en), Liv Signe Navarsete et d'autres parlementaires norvégiens dans l'édifice du Storting |
| 10.5.2014              | Pays-Bas             | Rotterdam                                              | Rencontre avec le ministre des Affaires étrangères des Pays-Bas Frans Timmermans |
| 13.5.2014              | Allemagne            | Francfort                                              | Rencontre avec le ministre-président de Hesse Volker Bouffier |
| 7.2. 2015              | Suisse               | Bâle                                                   | Rencontre avec le président du Canton de Bâle Guy Morin |
| 1.7 –10.7.2015         | États-Unis           | Dallas, New York City                                  | Rencontre avec l'ancien président des États-Unis George W. Bush et le chef de la minorité de la Chambre des représentants des États-Unis Nancy Pelosi |
| 12.7–14.7.2015         | Allemagne            | Wiesbaden                                              | Rencontre avec le vice-président du Parlement allemand Claudia Roth, le président du Parlement de Hesse Norbert Kartmann (de) et le premier ministre de Hesse Volker Bouffier |
| 15 juin 2016           | États-Unis           | Washington, D.C.                                       | Rencontre avec le président des États-Unis Barack Obama. |
| 12 septembre 2016      | France               | Paris                                                  | Rencontre avec l'ancien ministre de l'Économie et des Finances, de l'Industrie et du Numérique de la France Emmanuel Macron. |
| 16 octobre 2016        | Slovaquie            | Bratislava                                             | Rencontre avec le président de la République slovaque Andrej Kiska. |
| 18 octobre 2016        | République tchèque   | Prague                                                 | Rencontre avec le vice-président du gouvernement tchèque Pavel Bělobrádek et le ministre tchèque de la Culture Daniel Herman. |
| 20 octobre 2016        | Italie               | Milan                                                  | Rencontre avec l'archevêque de Milan Angelo Scola. |
| 19 novembre 2016       | Mongolie             | Oulan Bator                                            | Rencontre avec l'abbé du monastère de Gandan Tegchinlen. |
| 23 juin 2024           | États-Unis           |                                                        | . |